# Badr al-Djamali
Badr al-Djamali, est un ancien esclave arménien devenu général du califat fatimide. Il est le père du grand-vizir fatimide Al-Afdal Shâhânshâh, également une personnalité de premier plan de l'État fatimide.

## Biographie

### Origines
D'abord chrétien Badr est un Arménien devenu l'esclave de Jamal al-Dawla ibn Ammar, l'émir de Tripoli (Liban), qui l'incorpore à son corps de mamelouks après sa conversion à l'islam. Son surnom de « al-Djamali » lui vient de son propriétaire initial.
Devenu général vers 1063, il prend de plus en plus d'importance à l'échelle entière du Proche-Orient musulman et devient gouverneur militaire de la ville de Damas (Syrie).

### Période fatimide
Par la suite, il devient en 1073 général du califat fatimide d'Égypte. Cette nomination fut acceptée à condition qu'il fut accompagné par sa garde personnelle composée de 7000 Arméniens. Le calife lui donne plein pouvoir pour rétablir l’ordre, assainir les finances et retracer une nouvelle carte des provinces.
Sa stricte politique intérieure permet de consolider le régime fatimide. Il soumet les mercenaires séditieux, aussi bien soudanais que turcs. Une bonne partie des chefs militaires est exécutée au cours d’un banquet et plus de cinquante mille fauteurs de troubles sont vendus comme esclaves. Par la suite, il facilite l’arrivée de 100 000 Arméniens en Égypte. Par ailleurs, il met en place une politique de tolérance religieuse.
À partir de cette époque, les vizirs assurent la plupart des fonctions d’autorité et de gouvernement. À sa mort, à la fin de l'année 1094, son fils Al-Afdhal reprend sa charge de vizir.